# Таркан (певец)
Вижте пояснителната страница за други личности с името Таркан.
Таркан Теветоглу (на турски: Tarkan Tevetoğlu), известен само с първото си име Таркан, е турски поп-певец, роден в Германия. Името му произхожда от турска титла или име на цар и значи „храбър, здрав“. До 13-ата си година Таркан живее с родителите си, турски емигранти в Германия, след което баща му решава да се приберат обратно в Турция.

## Музикална кариера
Таркан има издадени няколко платинени албума, като общите продажби, заедно със синглите, надхвърлят 29 млн. Още на 25 години създава собствена звукозаписна компания. Първите му прояви като певец в Турция имат голям успех и в родината си го наричат „мегастар“. Текстовете му се преценяват като бунтарски и с много жаргон. Уникалното при него е западният имидж и стил, комбиниран с ориенталски танцови умения, които демонстрира на концертите. Той е първият турски поп-изпълнител, който влиза в музикалните класации на три континента, въпреки факта, че сингълът му не се изпълнява на английски и става световноизвестен певец.

## Личен живот
Самият той не обича да говори за личния си живот. В интервю за списание „Хюриет“ признава, че отношенията му с жълтата преса са сложни.
Имал е приятелка – юрист за 7 години, като връзката приключва без много шум през 2008 г. Не веднъж е бил цитиран, че смята институцията на брака за старомодна.
На 29 април 2016 г. Таркан се жени за дългогодишната си приятелка Пънар Дилек (Pınar Dilek). Двойката се запознава през 2011 г. след концерт в Германия.  На 12 юли 2018 г. двойката роди първото си дете, дъщеря на име Лия (Liya). 
Таркан притежава имот в богат квартал на Истанбул, където отглежда овощни дръвчета и животни. Има апартамент в Мъри Хил, Ню Йорк за $5 млн.
През 2010 г. при полицейска операция в апартамента му са открити наркотици. През септември 2011 той официално признава, че употребява наркотици, но никога не е плащал за тях.

## Дискография

### Студийни албуми
- Yine Sensiz (1992)
- Aacayipsin (1994)
- Ölürüm Sana (1997)
- Karma (2001)
- Come Closer (2006)
- Metamorfoz (2007)
- Adımı Kalbine Yaz (2010)
- 10 (2017)
- Kuantum 51 (2024)

### Компилационни албуми
- Tarkan (1998)
- Ahde Vefa (2016)

### Ремикс албуми
- Yine Sensiz (Extended Mix) (2003)
- Metamorfoz Remixes (Extended Mix) (2008)

### EP
- Dudu (2003)

### Сингли
- Şımarık (1998)
- Şıkıdım (1999)
- Bu Gece (1999)
- Kuzu Kuzu (2001)
- Hüp (Domestic) (October 2001)
- Bir Oluruz Yolunda (2002)
- Dudu (2003)
- Bounce (2006)
- Start the Fire (2006)
- Vay anam (2007)
- Sevdanın Son Vuruşu (2010)
- Adımı Kalbine Yaz – (Write My Name Onto Your Heart) (2010)